# Nerw potyliczny mniejszy

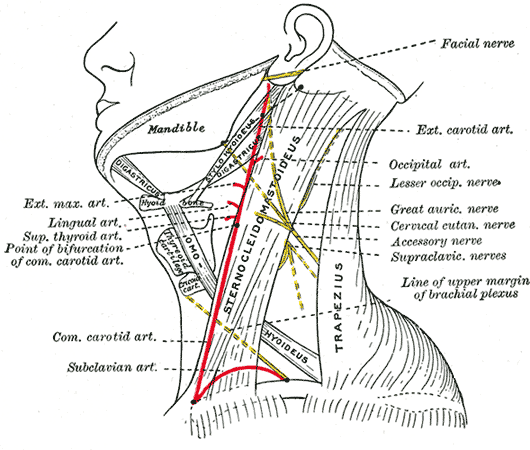
Widok szyi od lewej strony, nerw potyliczny mniejszy podpisany Lesser occip. nerve

Nerw potyliczny mniejszy (łac. nervus occipitalis minor) – w anatomii człowieka nerw będący gałęzią skórną splotu szyjnego. Biegnie ku górze wzdłuż mięśnia mostkowo-obojczykowo-sutkowego a następnie dzieli się na gałązki wytwarzające w okolicy potylicy połączenia z nerwem potylicznym większym, a także z nerwem usznym wielkim i nerwem usznym tylnym.
Unerwia skórę okolicy potylicznej i skroniowej, sięgając często na część górną powierzchni przyśrodkowej małżowiny usznej.